# Бруєв Олександр Якович
Бруєв Олександр Якович (1827 – 30 вересня 1899) – лікар-дерматолог, професор, декан медичного факультету Імператорського Харківського університету (1894-1897).

## Біографія
Народився у 1827  році. Батько служив при дворі графині Протасової. Після закінчення Санкт-Петербурзької Медико-хірургічної академії у 1861  році почав вивчати сифіліс в Максиміліанівській лікарні. 
З 1863 по 1875 роки працював в Санкт-Петербурзі лікарем та ординатором Хрестовоздвиженської громади сестер милосердя.
У 1863 році був відправлений у наукове відрядження за кордон. Там вивчав нормальну гістологію у професорів Дж. Міллера і К.Й.  Еберта. У 1864 році повернувся з відрядження та захистив докторську дисертацію «Об эпителиальных ячейках, находящихся на водной оболочке зародышей кошек» (1864). 
З 1870 року знову перебуває за кордоном де займався вивченням «нашкірних хвороб». У Відні протягом року проходив навчання у професорів Ф. Гебри, К.Л. Зігмунда, К. Лангера і К. Тольда. Потім працював у професора К.Й. Еберта в Цюріху. Після повернення на батьківщину Олександр Якович займався практичним вивченням дерматології в Хрестовоздвиженській громаді сестер милосердя. 
У 1872 році на конференції Медико-хірургічної академії отримав звання приват-доцента по кафедрі шкірних хвороб, після цього був допущений до читання лекцій та ведення практичних занять. Цього ж року О.Я. Бруєва було призначено лікарем для відряджень з прикомандируванням до Клінічного військового госпіталю. З 1878 року О.Я. Бруєв працює старшим лікарем Астраханського козачого полку, у 1882 року за власним бажанням переведений на посаду молодшого лікаря Лейб-гвардії гренадерського полку та виконуючого посаду лікаря Головного штабу.
У 1885 році  Олександр Якович Бруєв призначений ординарним професором нашкірних і сифілітичних хвороб  Харківського університету нової кафедри систематичного і клінічного вчення про шкірні і сифілітичні хвороби (назва з університетського статуту 1884 року). Він був першим професором цієї кафедри, яку очолював з жовтня 1885 по січень 1897 року. Провів значну роботу з організації лікувального та педагогічного процесу на кафедрі. На початку грудня 1885 року звертається до медичного факультету з проханням влаштувати при кафедрі кабінет для проведення амбулаторних прийомів. Поклав початок створенню на кафедрі музею муляжів. 
З 1894 по 1897 рік - декан медичного факультету Імператорського Харківського університету. У 1897 році у зв’язку з поганим станом здоров’я подав у відставку. 

## Праці
Докторська дисертація «Об эпителиальных ячейках, находящихся на водной оболочке зародышей кошек» (1864)
Статті:
- О кожных кровоизлияниях с очень сильным развитием и скорым исчезновением
- О содержании поваренной соли в моче пруригиновых больных («Wien. med. Wochenschr. », 1871 рік, № 23)
- Оспенная эпидемия в Швейцарии 1870 - 71 гг. и о мерах, принятых там против нее («Мед. Вестн. », 1872 рік, №№ 1, 2)
- К этиологии экзематозного процесса («Мед. Вестник», 1873 рік, № 48)
- Отчеты» за 1872 и 1873 гг. («Мед. Вестник», 1874 г., №№18, 19, 23-28).

Багато статей у «Военно-Мед. Журнале», «Медиц. Вестнике», в «Протоколах» лікарів у Санкт-Петербурзі та інших виданнях.